# Bedarfsgegenständeverordnung
Die deutsche Bedarfsgegenständeverordnung (BedGgstV) legt fest, welche Voraussetzungen für Bedarfsgegenstände und insbesondere Lebensmittelbedarfsgegenstände gelten und was an bedenklichen Stoffen daraus höchstens an den menschlichen Körper oder das Lebensmittel abgegeben werden darf. Unter einem Lebensmittelbedarfsgegenstand wird dabei das Material verstanden, das mit Lebensmitteln in Berührung ist oder kommen soll oder erwarten lässt, dass es bei normaler, vorhersehbarer Verwendung mit Lebensmitteln in Berührung kommen wird oder Bestandteile daran abgibt, also insbesondere die Lebensmittelverpackung. Die Verordnung dient der Umsetzung unter anderem der EG-Richtlinie 2002/72/EG über Materialien und Gegenstände aus Kunststoff, die dazu bestimmt sind, mit Lebensmitteln in Berührung zu kommen und den Aktualisierungen bzw. Änderungen 2007/19/EG, 2011/8/EU.
Bei den Lebensmittelverpackungen wird von einem typischen Verbraucherverhalten ausgegangen. Dazu gehört, dass Lebensmittel vorschriftsmäßig konsumiert werden (kurze Lagerung nach dem Öffnen der Verpackung; keine Lagerung über das Mindesthaltbarkeitsdatum hinaus). Die Konsummenge von zum Beispiel Fett ist nicht höher als 200 g pro Tag.
Die Richtlinie legt spezifische Migrationsgrenzwerte für Lebensmittel fest. Für nicht zugelassene Stoffe dürfen maximal 0,01 mg Substanzen aus der Verpackung in 1 kg Lebensmittel übertreten. Für zugelassene Stoffe liegt er im Allgemeinen bei 60 mg pro 1 kg Lebensmittel bzw. 0,6 mg pro dm² Verpackungsoberfläche. Ergänzungen zu der Verordnung legen auch Grenzwerte für ausgewählte Materialien fest.

## Verbotene Stoffe und Verfahren
§ 3 verbietet beim gewerbsmäßigen Herstellen und Behandeln
- Azofarbstoffe, die bei Anwendung einer bestimmten Methode durch reduktive Spaltung einer oder mehrerer Azogruppen eines oder mehrere bestimmter krebserzeugender Amine in nachweisbaren Mengen freisetzen.
- Phthalate für den Einsatz im Spielzeug und Babyartikeln sowie bei Spielzeugen und Babyartikeln, die von Kindern in den Mund genommen werden können,
- bestimmte Pflanzenbestandteile für die Herstellung von Niespulver (Panamarinde, Nieswurz, Bärenfuß, weißer Germer, schwarzer Germer),
- in Tränengas flüchtige Ester der Bromessigsäure (Methylbromacetat, Ethylbromacetat, Propylbromacetat und Butylbromacetat)  und
- in Stinkbomben Ammoniumsulfid, Ammoniumhydrogensulfid und Ammoniumpolysulfide.[5]

Verfahren zur Behandlung von Leder, das wie bei  Schuhen oder Taschen nicht nur vorübergehend Kontakt zur Haut haben soll, sind verboten, wenn dann Chrom(VI) darin nachweisbar ist.

## Höchstmengen
Für die Nickellässigkeit von gewerbsmäßig vermarkteten Gegenständen wie Halsketten oder Knöpfe an Kleidungsstücken, die längere Zeit Kontakt mit der menschlichen  Haut haben, sind Höchstmengen bestimmt. So etwa für aus Nickel oder Nickelverbindungen hergestellte Ware die höchstzulässige Abgabe (Migrationslimit) von 0,2 μg/cm²/Woche für Stäbchen wie Ohrstecker oder Piercings, die die Haut durchstechen; vorrangig gelten jedoch die europäischen Verbote für Nickel nach der REACH-VO.

## Kennzeichnungen
Für viele Gegenstände, die als riskant gelten oder bei deren Verwendung Gefährdung befürchtet wird, sind die, die sie gewerbsmäßig in Verkehr bringen, zu Aufklärungs- oder Warnhinweisen verpflichtet. So auf Verpackungen von Luftballons die Warnung: „Zum Aufblasen eine Pumpe verwenden!“.